# Lanett (Alabama)
Lanett é uma cidade localizada no estado americano de Alabama, no Condado de Chambers.

## Demografia
Segundo o censo americano de 2000, a sua população era de 7897 habitantes.
Em 2006, foi estimada uma população de 7541, um decréscimo de 356 (-4.5%).

## Geografia
De acordo com o United States Census Bureau, a localidade tem uma área de 14,0 km², sem área coberta por água.

## Localidades na vizinhança
O diagrama seguinte representa as localidades num raio de 32 km ao redor de Lanett.